# Peter Eriksson (tränare)
Peter Eriksson, född 19 november 1952 i Stockholm, är friidrottstränare och tidigare förbundskapten för de olympiska och paralympiska programmen inom både brittisk friidrott och kanadensisk friidrott. Eriksson har över 30 års erfarenhet som tränare i hastighetsåkning på skridsko och friidrott och har lett Kanada till rekordmånga medaljframgångar under olympiska spelen i Rio 2016, VM i friidrott 2013 och VM i friidrott 2015, samt Commonwealth Games 2014. Under hans ledning som elittränare och förbundskapten har resultatet blivit över 242 medaljer från stora internationella tävlingar för de länder han arbetat med.
Idrottsutövare som han tränat personligen har vunnit 124 medaljer i paralympiska spelen sedan 1984, inte inräknat de medaljer som vunnits i världsmästerskap och andra stora internationella tävlingar. Eriksson är den mest framgångsrika paralympiska friidrottstränaren i dess historia.
Eriksson har personligen tränat många idrottsutövare till internationella medaljer, inklusive Jeff Adams, Kelly Smith, Scot Hollonbeck, Jamie Bone, Rainer Kuschall, Heine Koboerle, Rick Reelie, Clayton Gerein (1964–2010), Colette Bourgonje, Gavin Foulsham, Peter Carruthers (1947–2017), Christoph Etzlstorfer, Daniella Jutzeler (1967–1994), Håkan Ericsson, Bo Lindqvist, Jan-Owe Matsson, Aron Anderson, Tatyana McFadden, Chantal Petitclerc, Brent Lakatos, Hannah Cockroft och Shelly Woods.
Från 2009 var han förbundskapten för Storbritanniens paralympiska lag, där han ledde det brittiska laget till en tredje plats i nationernas ranking vid paralympiska spelen 2012, och ersatte senare under året 2012 Charles van Commenee som Olympisk förbundskapten för UK Athletics. Han avgick från denna befattning 2013 och tillträdde som CTO / förbundskapten för Athletics Canadas olympiska och paralympiska program. I hans arbete som förbundskapten för Athletics Kanada blev Eriksson inte bara historisk med rekordmånga medaljer vid världsmästerskap och olympiska spel, han etablerade sig också som den mest medaljvinnande förbundskaptenen för kanadensisk friidrott genom tiderna.

## Karriär i Sverige
Peter Eriksson föddes i Stockholm i Sverige, som enda son till byggnadsarbetaren Eskil Eriksson och växeltelefonisten Ellen Eriksson. Under de första åren av sitt liv bodde han på Södermalm. Så småningom flyttade familjen till Bagarmossen, en förort söder om Stockholm. Han gick på Bergholmskolan och Kärrtorps gymnasium i unga år och fick med sig en hög arbetsmoral från sina föräldrar.
Som ung var han först intresserad av friidrott men han tävlade också i hastighetsåkning på skridskor i 17 år (1963–1980). Han deltog i sprint-världsmästerskapen 1977 och 1979 där hans bästa resultat blev en 10:e plats på 500 meter i VM 1977 i Alkmaar i Nederländerna. Under sin karriär som skridskoåkare representerade han Strömsund SK och Pollux. Från 1972 till 1983 arbetade han som brandman (# 128) på Östermalms brandstation i Stockholm.
År 1980 deltog Eriksson i en tränarutbildning vid sommar-OS 1980 i Moskva för Svenska friidrottsförbundet. Under de olympiska spelen mötte Eriksson Gusti Laurell, tidigare svensk förbundstränare, som blev hans mentor och som har påverkat hela hans tränarkarriär. Förutom Laurell hjälpte också Herman Buuts, den tidigare förbundskaptenen för Sverige och Nederländerna, honom med sommarträning under de två sista aktiva åren som skridskoåkare. Buuts har också haft en stor inverkan på Erikssons tränarfilosofi och intresse för friidrott under hela karriären.
Erikssons intresse för coachning vaknade först när hans skridskokarriär var över. Han började sin tränarkarriär i Stockholm med juniorskridskoåkare och omkring 1982 gick han över till att träna paralympiska friidrottare. Detta hände när han studerade vid Bosön idrottsfolkhögskola där han träffade rullstolsidrottaren Ronnie Schuttman, som bad Eriksson att hjälpa honom med träningen.
Eriksson avslutade sin magisterexamen i idrott vid GIH (Stockholms universitet) 1983. Han undervisade i skolor runt omkring Stockholm i några år innan han började forska inom fysiologi om ryggmärgsskador vid Stockholms universitet (GIH) för professorerna Per-Olof Åstrand och Björn Ekblom fram till 1986. Under denna period tjänstgjorde Eriksson som huvudtränare för svenska Paralympiska laget och tränade flera internationella rullstolsidrottare såsom Jan-Owe Matsson, Bo Lindqvist och Håkan Ericsson.

## Karriär i Nordamerika
Eriksson flyttade till Edmonton i Kanada i september 1987 efter att ha tillbringat ett år i New York City. Han fortsatte sin forskning vid Steadward Center (tidigare känt som Rick Hansen Center) vid University of Alberta under professorerna Robert Steadward och Yagesh Bhambhani fram till 1992, då han flyttade till Ottawa i Ontario. Under sin forskningsperiod publicerade Eriksson mer än 18 vetenskapliga forskningsartiklar.
Mellan 1988 och 1996 tjänstgjorde Eriksson som huvudtränare för rullstolsidrottare för rullstols friidrott idrottare med CWSA (Canadian Wheelchair Sports Association), från och med 1996 tränade han flera kanadensiska och amerikanska rullstolsidrottare.
Sedan ankomsten till Kanada har Eriksson tränat idrottare från tio olika nationer; nämligen Australien, Nya Zeeland, Japan, Tyskland, Schweiz, Österrike, Storbritannien, Sverige, Kanada och USA. Eriksson var den första paralympiska tränaren i Kanada certifierad på nivå 5 (NCCP) för friidrott. Eriksson tjänstgjorde som förbundskapten för det kanadensiska skridskoförbundet mellan 1992 och 1995, vilket ledde till sju medaljer vid de olympiska spelen 1994. Mellan 1995 och 2005 arbetade Eriksson inom högteknologiområdet.
År 2005 blev han den första paralympiska tränaren som blivit utnämnd till årets tränare i Kanada och blev dessutom invald i Terry Fox Hall of Fame. Samma år accepterade han tjänsten som förbundskapten för friidrott för US Paralympic Committee, där han arbetade ett år. Efter denna period arbetade Eriksson som elitidrottsrådgivare för Own the Podium (finansieringsbyrå för elitsport i Kanada) fram till januari 2009, då han började arbeta som förbundskapten för det paralympiska programmet i friidrott för UK Athletics.

## Karriär i Storbritannien
Eriksson arbetade för UK Athletics som förbundskapten för det paralympiska programmet från mars 2009 till oktober 2012. Uppdraget var att förbättra den internationella medaljsituationen för det brittiska och nordirländska laget. Vid de paralympiska spelen 2008 slutade det brittiska/nordirländska laget på en 18:e plats i nationsrankingen, med två guldmedaljer (David Weir). Målet var att förbättra prestanda för det brittiska och nordirländska laget så att de skulle hamna bland topp 10-nationerna vid IPC-världsmästerskapen 2011 och bland topp 8-nationerna vid de paralympiska spelen 2012, för att sen hamna i topp 3 vid de paralympiska spelen 2016.
Under ledning av Eriksson var IPC’s VM-resultat 2011 bättre än väntat där GB &amp; NI-laget slutade 3:a i den totala nationernas medaljen ställningen med 12 guldmedaljer och med totalt 38 medaljer. Under paralympiska spelen 2012 i London fortsatte framgången då GB & NI-laget än en gång slutade på 3:e plats med 11 guldmedaljer och med totalt 29 medaljer.
En del av framgången för GB & NI-laget under Erikssons ledning har varit fullständig integrering med det olympiska programmet, vars slogan för att uppnå detta har varit "det samma, det samma, det samma", vilket säkerställer att alla finansierade idrottare inom det paralympiska programmet har samma möjligheter, resurser, supporttjänster, tränings-/tränarmiljö och förväntningar som sina olympiska motsvarigheter.
I oktober 2012 utnämndes Eriksson till att ersätta Charles van Commenee som Brittisk Förbundskapten inom friidrotten. Det var meningen att han skulle leda programmet fram till världsmästerskapen i London 2017, men han avgick i juni 2013 med hänvisning till personliga skäl.

## Tillbaka till Nordamerika 2013
Eriksson accepterade rollen som CTO / förbundskapten för Athletics Canada i augusti 2013 i Ottawa i Ontario. Denna roll inkluderade både de paralympiska och olympiska programmen.
Mandatet och skälet för att anställa Eriksson var att förbättra medaljantalet vid stora internationella mästerskap såsom paralympiska och olympiska spelen, IAAF och IPC världsmästerskapen, Commonwealth Games, PanAm Games etc. Från 1996 till 2013 var det genomsnittliga medaljantalet för de kanadensiska friidrottarna mellan 0 och 2 medaljer för VM och OS.
Återigen lyckades Eriksson leverera över förväntan i medaljer vid stora mästerskap. Under sin tid inom friidrotten i Kanada gjorde Eriksson inte bara historia med rekordmånga medaljer vid paralympiska och olympiska spelen, IAAF och IPC världsmästerskapen, Commonwealth Games och PanAm Games, han etablerade sig också som den mest medaljvinnande förbundskaptenen för kanadensisk friidrott genom tiderna med följande resultat:
- 2016 – Olympiska spelen, topp 10-nation med rekord på 6 medaljer (1 guld); detta var första gången Kanada rankades i topp 10 vid de olympiska spelen i modern tid; Kanada rankades som 35 vid OS 2012

- 2016 – Paralympiska spelen, topp 14-nation, förbättrades från 25:e nation i 2012 års paralympiska spel

- 2015 – IAAF världsmästerskapen, rekord med 8 medaljer, rankad 7 i ländernas rankning i medaljtabellen; detta var första gången Kanada rankades i topp 10 i världsmästerskapen sedan 1995. Kanada rankades som 21 år 2013 och 22 år 2011 i medaljtabellen

- 2015 - PanAm Games, rekord med 27 medaljer, 2:a i nationernas rankning, jämfört med 4 medaljer 2011

- 2014 - Commonwealth Games, rekord med 17 medaljer, rankad 5:e nationen i medaljtabellen jämfört med 14 medaljer 2010

Eriksson lämnade sin befattning i december 2016. Athletics Canadas styrelse och VD har berömt Eriksson för en enastående karriär som förbundskapten inom Athletics Canada och att under hans ledning lyckades Athletics Canadas friidrottare få rekordresultat vid ett flertal internationella och världstävlingar.
Mellan 2021 till 2022 var Eriksson ansvarig för Saudi Arabiens Olympiska Elit Idrott vid (SOTC), Saudi Arabiens Olympiska Training Centrum.
Sen 2022 är Eriksson fulltids pensionär.

## Medaljer
Paralympiska medaljer vunna av idrottare som Erikssons tränat personligen:
| Year  | Gold | Silver | Bronze | Total |
| ----- | ---- | ------ | ------ | ----- |
| 1984  | 12   | 1      | 2      | 15    |
| 1988  | 9    | 8      | 9      | 26    |
| 1992  | 5    | 13     | 11     | 29    |
| 1996  | 6    | 7      | 4      | 17    |
| 2000  | 5    | 7      | 4      | 16    |
| 2004  | 5    | 1      | 2      | 8     |
| 2008  | 5    | 3      | 0      | 8     |
| 2012  | 2    | 1      | 0      | 3     |
| 2024  | 0    | 1      | 1      | 2     |
| Total | 49   | 42     | 33     | 124   |

Medaljer vunna av idrottare under Erikssons ledning som förbundskapten:
| Spel                    | Sport          | Totalt | Guld | Silver | Brons |
| ----------------------- | -------------- | ------ | ---- | ------ | ----- |
| Olympiska vinterspel    | Skridskoåkning | 7      | 2    | 4      | 1     |
| Olympiska sommarspel    | Friidrott      | 6      | 1    | 1      | 4     |
| Paralympiska sommarspel | Friidrott      | 39     | 14   | 11     | 14    |
| IAAF-världsmästerskap   | Friidrott      | 13     | 2    | 4      | 7     |
| ISU-världsmästerskap    | Skridskoåkning | 30     | 15   | 7      | 8     |
| IPC-världsmästerskap    | Friidrott      | 64     | 23   | 18     | 23    |
| Commonwealth Games      | Friidrott      | 17     | 5    | 2      | 10    |
| Pan Am-spel             | Friidrott      | 27     | 11   | 7      | 9     |
| Para Pan Am-spel        | Friidrott      | 43     | 19   | 11     | 13    |
|                         | Totalt         | 246    | 92   | 65     | 89    |

## Personligt liv
Eriksson gifte sig med Rhonda Nishio (född 1955) 1992 i Ottawa. Han är far till fyra döttrar, födda 1994, 1995, 1999 och 2002.

## Tränarutmärkelser
- 1977 - Nummer 10 i världen (500 m), VM i skridskoåkning, Nederländerna.
- 1980 - Första olympiska reserven, vinter-OS, Lake Placid, New York.
- 1986 - Wheelrose Person of the Year, Rehabilitation Group, Sweden.
- 1989 - Årets tränare, Manitoba Wheelchair Sports Association, Winnipeg, Manitoba, Kanada.
- 1990 - Nominerad till den 25:e årliga Air Canada Amateur Sport Awards. Årets tränare.
- 1991 - Nominerad till 3M Coaching Award. Årets tränare
- 1993 - Coaching Association of Canada, Wittenauer Coaching Excellence Award
- 1995 - Coaching Association of Canada, Wittenauer Coaching Excellence Award
- 1996 - Coaching Association of Canada, Wittenauer Coaching Excellence Award
- 1996 - Nominerad till 3M Coaching Award. Årets tränare
- 1997 - Dr. Robert Jackson, Outstanding Volunteer Award, Canadian Wheelchair Sports Association
- 1998 - Coaching Association of Canada, Wittenauer Coaching Excellence Award
- 2000 - Coaching Association of Canada, Wittenauer Coaching Excellence Award
- 2004 - Coaching Association of Canada, Petro-Canada Coaching Excellence Award
- 2004 - Canadian Wheelchair Sports Association (CWSA) - Årets tränare
- 2005 - Årets tränare - Ontario Sport Awards
- 2005 – Invald i Terry Fox Hall of Fame
- 2005 - Årets tränare - 32:a årliga Canadian Sports Awards; första paralympiska tränaren som någonsin har fått denna ära, detta pris är för alla idrotter i Kanada
- 2006 - Coaching Association of Canada, Petro-Canada Coaching Excellence Award
- 2008 - Coaching Association of Canada, Petro-Canada Coaching Excellence Award
- 2008 - Ordern av Ikkos, USA:s Olympiska/Paralympiska kommitté
- 2008 - Årets tränare – Friidrottsförbundet (Athletics Canada) i Kanada
- 2008 - Årets tränare - Canadian Wheelchair Sports Association (CWSA)
- 2012 - Hall of Fame - UK Coaching Awards - UK Coach
- 2012 - High Performance Coach of the Year - UK Coaching Awards - UK Coach
- 2017 - Medal of Confederation - Senaten i Kanada
- 2024 - Ordern av Ikkos, USA:s Olympiska/Paralympiska kommitté